# Meteorus radialis
Meteorus radialis är en stekelart som beskrevs av Vladimir Ivanovich Tobias 1986. Meteorus radialis ingår i släktet Meteorus och familjen bracksteklar. Inga underarter finns listade i Catalogue of Life.